# Schloss Rohrbach (Oberbayern)

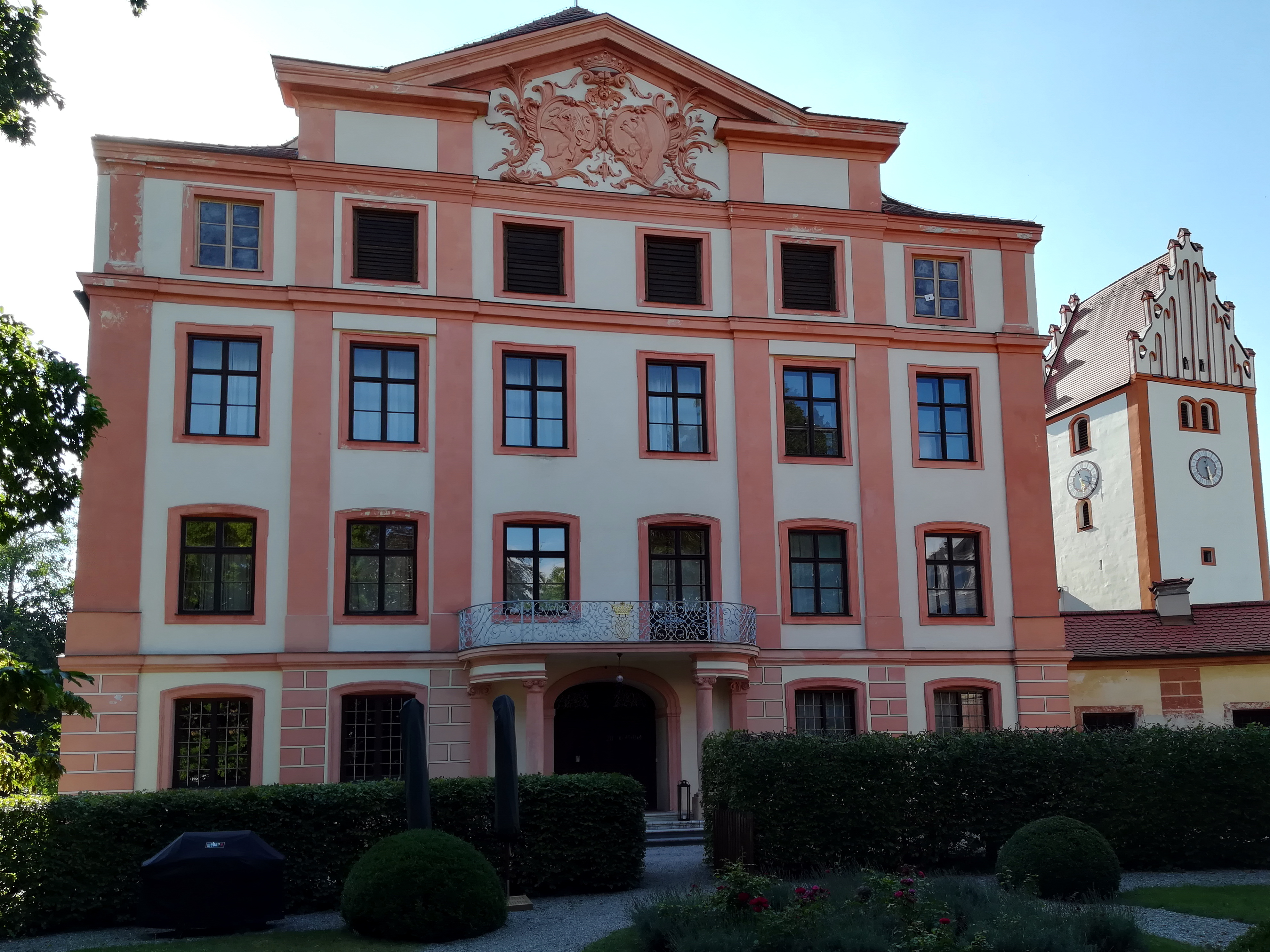
Schloss und alte Kirche

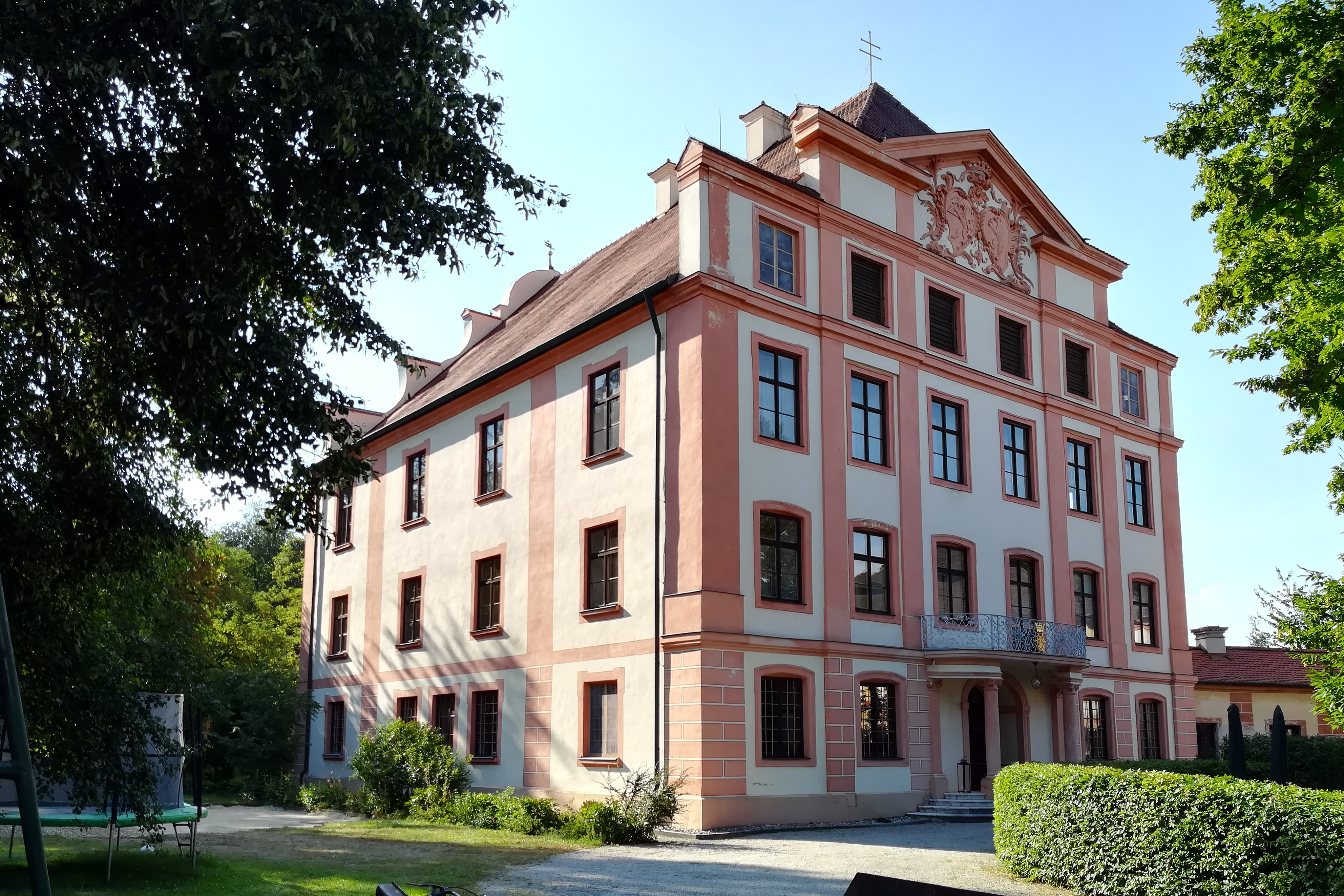
Schloss Rohrbach, Ostfassade

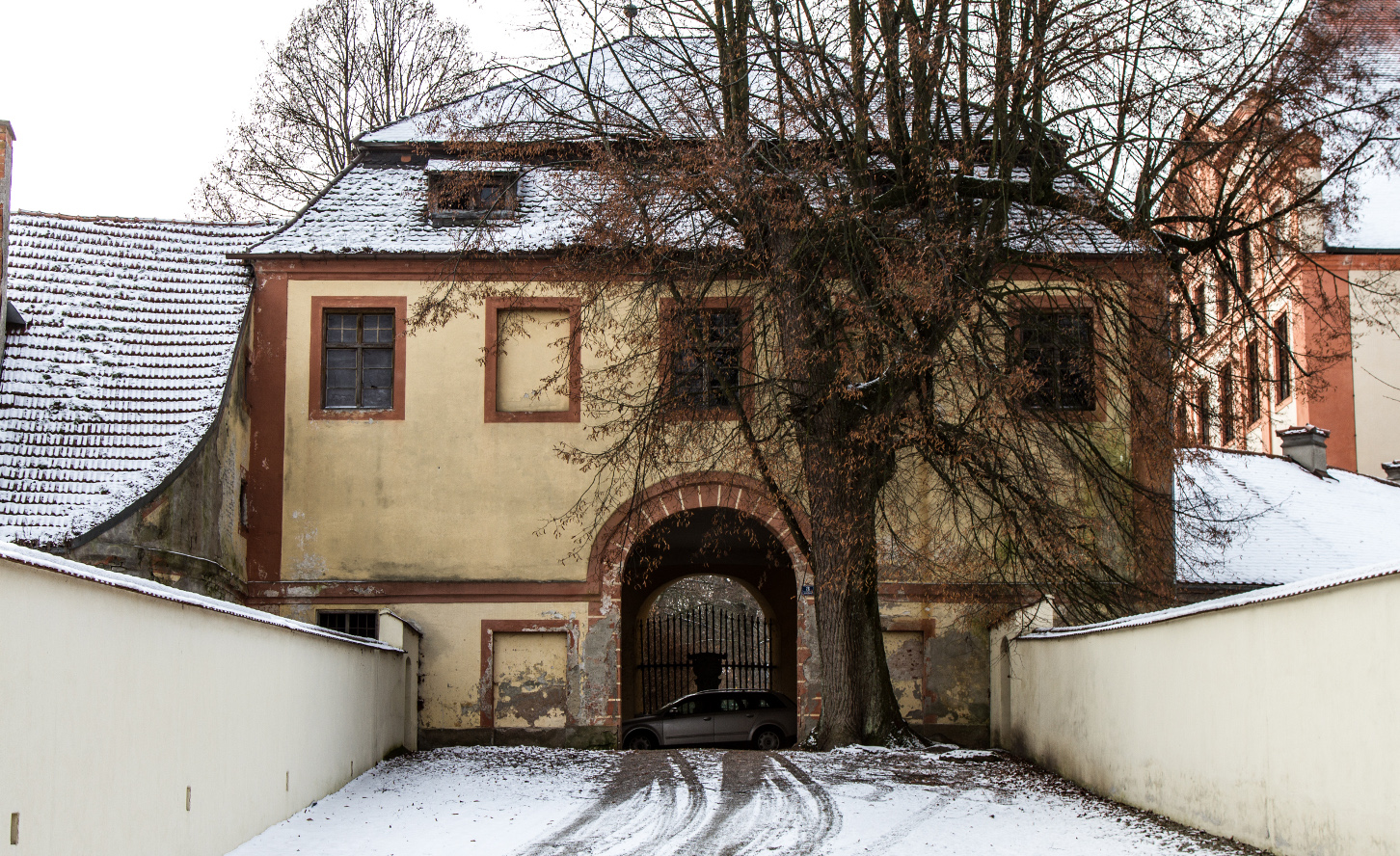
Torhaus

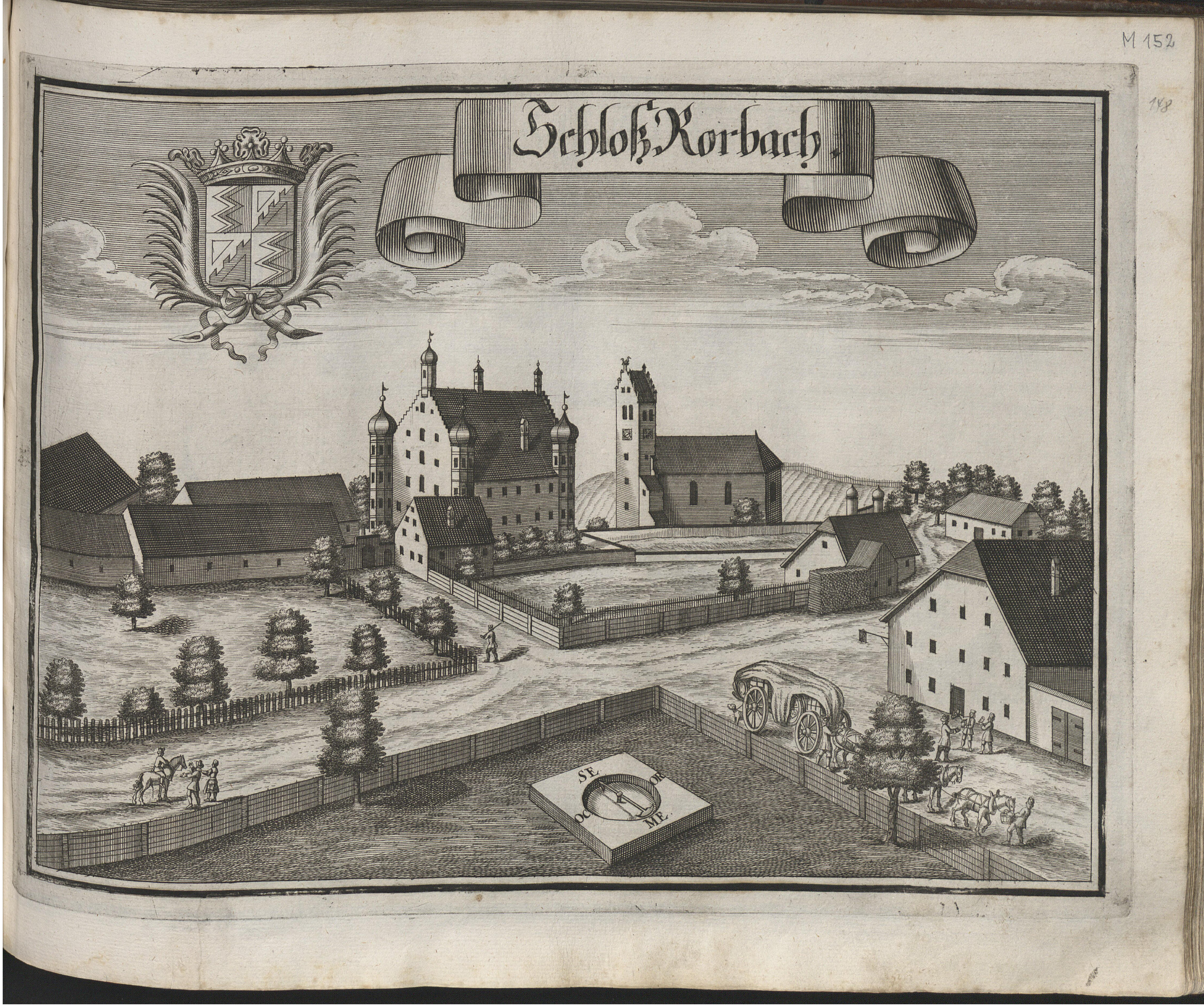
Schloss Rohrbach nach einem Stich von Michael Wening (um 1720)

Das Schloss Rohrbach steht im alten Ortskern des oberbayerischen Dorfes Rohrbach im Landkreis Pfaffenhofen an der Ilm. Zusammen mit der Kirche Johannes der Täufer, der Tafernwirtschaft und dem Rathaus bildet es den früheren Ortsmittelpunkt der Gemeinde. Schloss Rohrbach war der Sitz der geschlossenen Hofmark Rohrbach. Es ist ein typisches Hofmarkschloss mit Wirtschaftsgebäuden und der Schlossmauer und ist unter der Aktennummer D-1-86-149-3 als Baudenkmal verzeichnet. „Mittelalterliche und frühneuzeitliche Befunde im Bereich des Schlosses in Rohrbach“ werden zudem als Bodendenkmal unter der Aktennummer D-1-7335-0059 geführt.

## Geschichte
Das Geschlecht der „Herren von Rohrbach“ wurde erstmals im 11. Jahrhundert mit „Tassilo de Rohrbach“ erwähnt. Stammsitz der Herren von Rohrbach war eine wehrhafte Burganlage auf dem Rohrbacher Turmberg. Sie wurde 1445 durch Ludwig den Bärtigen, Herzog von Bayern-Ingolstadt, in einer kriegerischen Auseinandersetzung mit den Herzögen von Bayern-München und Bayern-Landshut zerstört. Etwa seit dieser Zeit ist die Hofmark Rohrbach belegt. Im 16. Jahrhundert wurde die verfallene Burg aufgegeben und das jetzige Schloss in der damaligen Ortsmitte aufgebaut. Mit Johann, Heinrich und Moritz erlosch 1709 das Geschlecht der Herren von Rohrbach, die als Ministeriale der wittelsbachischen Herzöge Bedeutung erlangten, im Mannesstamm.
1711 wurden Schloss und Hofmark von Max Emanuel von Bertrand, Graf von Perusa erworben. Ihm folgte 1731 Maximilian Klemens Freiherr von Dürsch auf Rohrbach, Rohr, Gambach und Langweid, der 1734 bis 1737 das Schloss umbauen ließ. Dessen Sohn, Rittmeister Kajetan Freiherr von Dürsch, stellte Hofmark und Schloss 1802/03 dem Seidenbandfabrikanten Johann Rudolf Meyer aus Aarau zur Verfügung, der hier eine Schweizer Fabrikkolonie gründete. Am 1. Januar 1816 verkaufte Kajetan von Dürsch Schloss und Hofmark dem königlichen Finanzdirektor des Innkreises, Alois Koch, der 1817 durch den bayerischen König Maximilian I. Josef als „Alois Edler von Koch auf Rohrbach und Sünzhausen“ geadelt wurde. Dessen Nachkomme Franz Edler von Koch war von 1946 bis 1958 Landrat von Pfaffenhofen. Die „Edlen von Koch auf Rohrbach“ besitzen das Schloss bis heute.

## Baubeschreibung
Die ursprüngliche Wehrburg stand auf dem Turmberg. Sie wurde nach den Zerstörungen Mitte des 15. Jahrhunderts nicht wieder aufgebaut. Erst Mitte des 16. Jahrhunderts wurde das Schloss in der damaligen Ortsmitte von Rohrbach neu errichtet. Es ist ein dreigeschossiger Bau, der 1734 mit einem gestuften Schweifgiebel erweitert und barockisiert wurde. Über dem Risalit befindet sich das Allianzwappen des Freiherrn Maxmilian Klemens Freiherr von Dürsch und seiner Gemahlin Anna, geb. von Baar. Über dem Wappen steht auf dem Giebel der Dächer eine Nachbildung des Scheyrer Kreuzes. In der Mitte des 18. Jahrhunderts errichteten die Freiherren von Dürsch das Torhaus mit Mansardenwalmdach. Nach dem Ersten Weltkrieg ließ der damalige Besitzer Franz Edler von Koch das Schloss unter der Leitung des Architekten Konrad August Reiss instand setzen. Auf Anraten des Architekten Gabriel von Seidl ließ er es in den früheren Farben hellgelb und rot anstreichen.
Die Ausstattung ist nahezu unverändert erhalten; bemerkenswert sind unter anderem ein Ahnensaal sowie prunkvolle Kachelöfen. Im Ostflügel der Schlossanlage, dem Bereich der Wirtschaftsgebäude, befindet sich eine barocke Hopfendarre.

## Schlossbereich

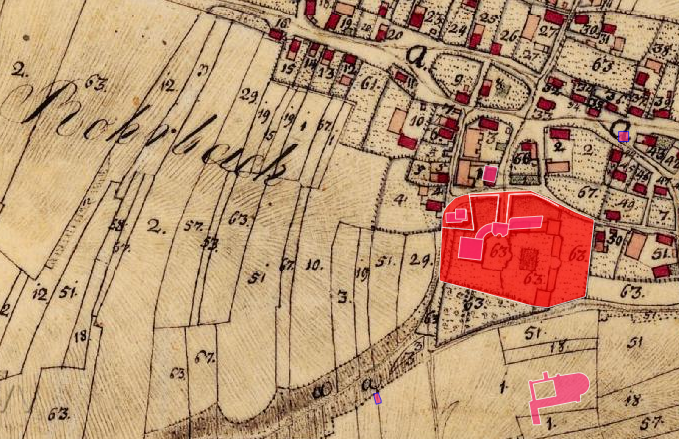
Lageplan von Schloss Rohrbach auf dem Urkataster von Bayern
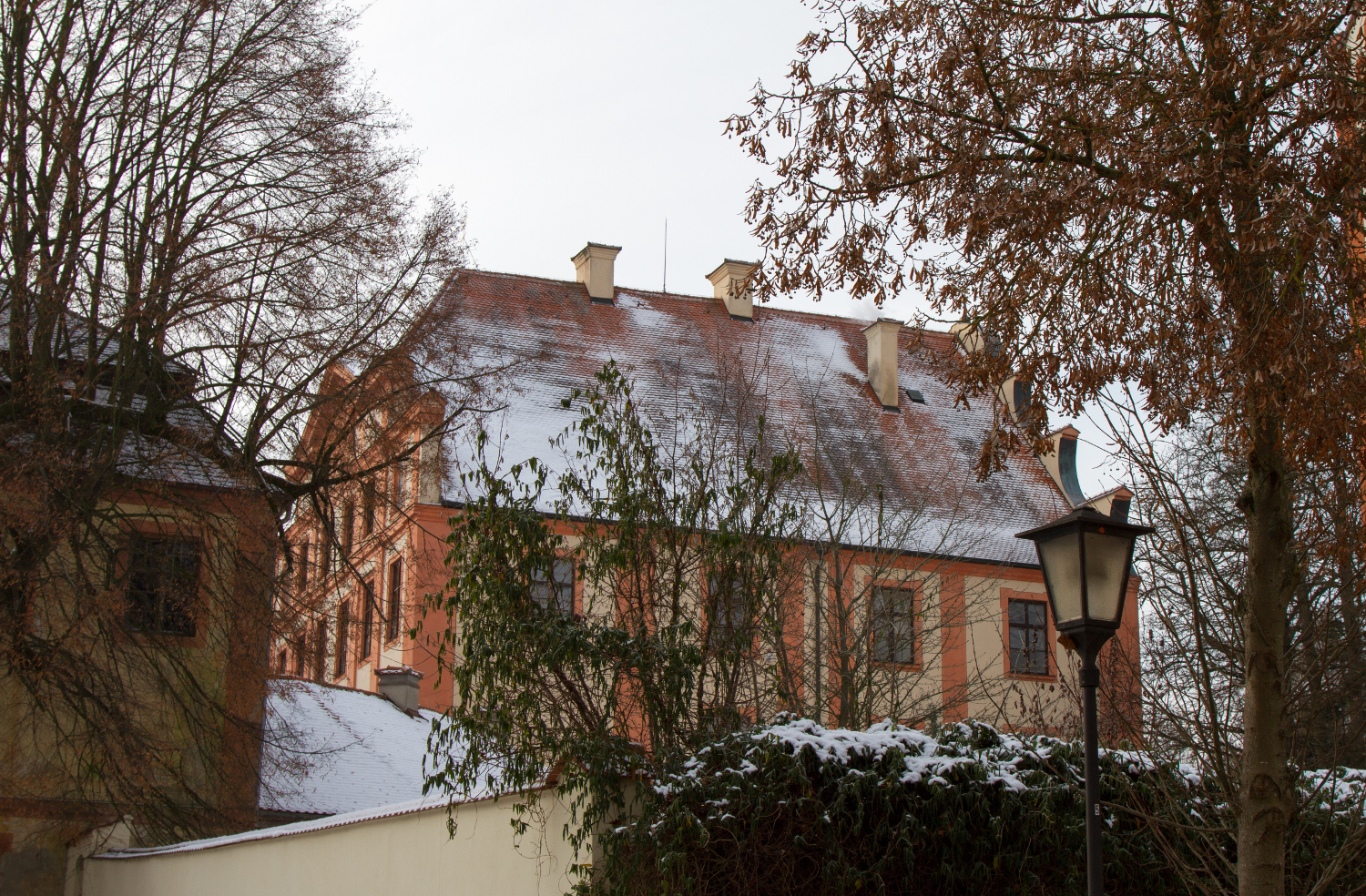
Ansicht von Norden.
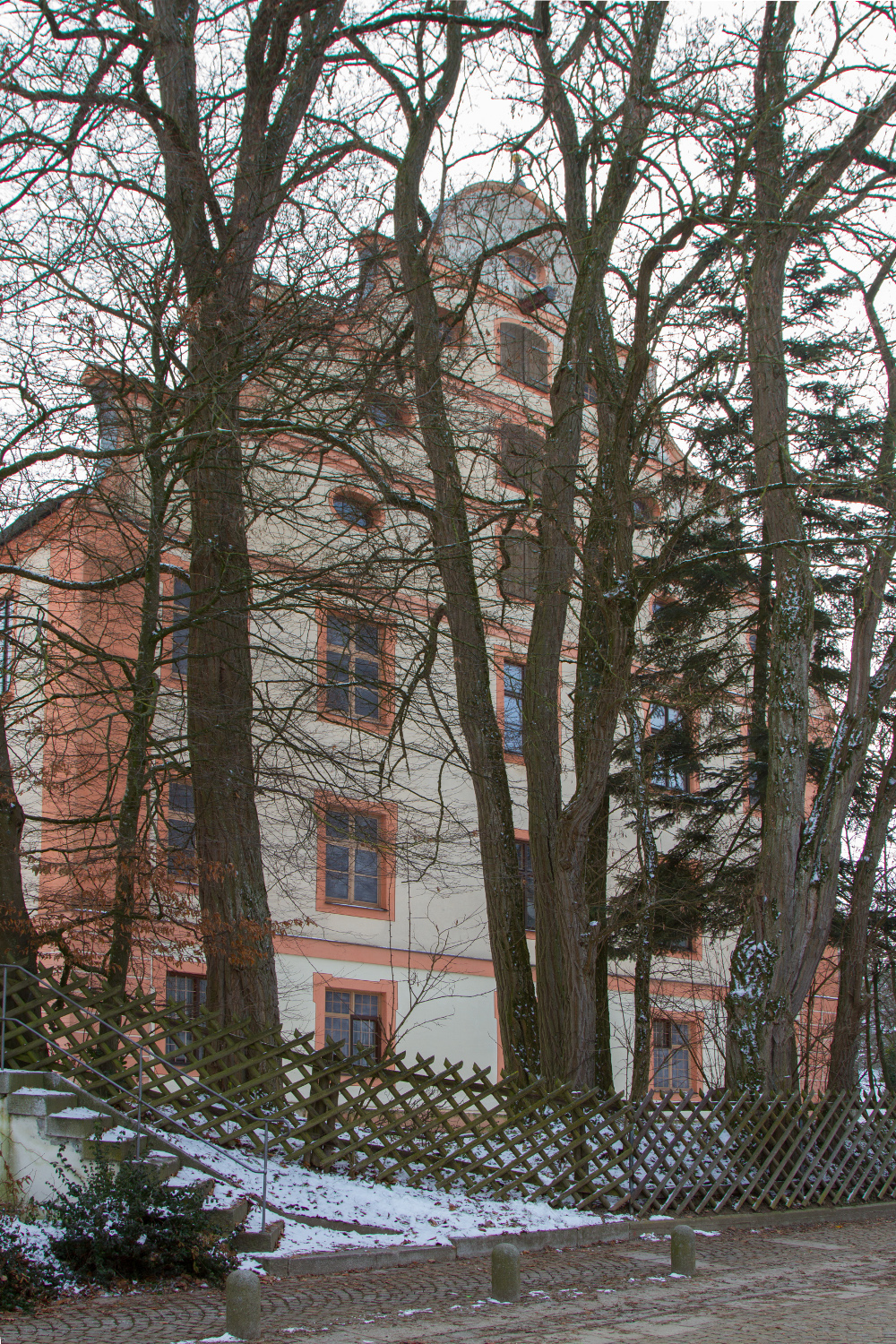
Westfassade.
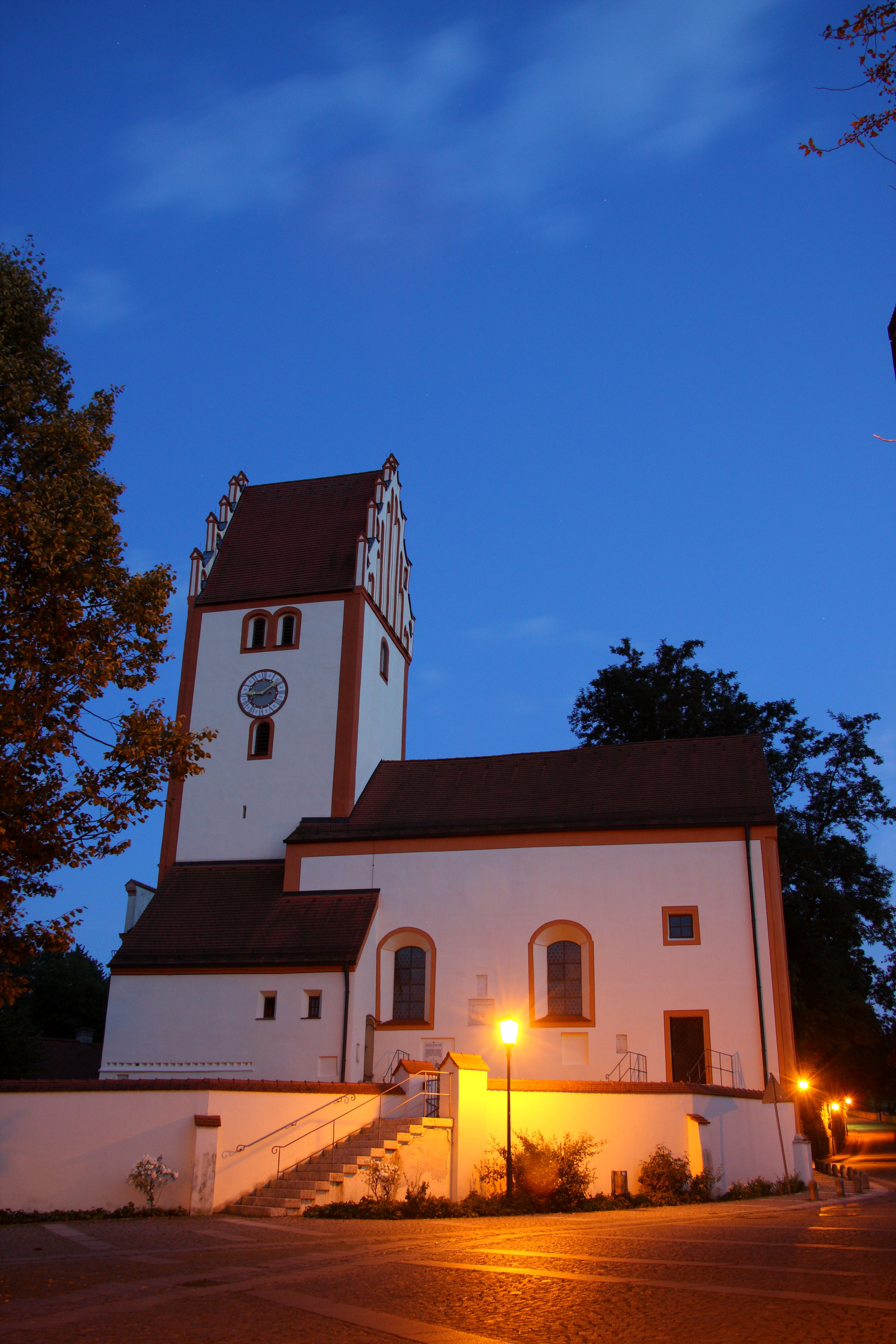
Wehrkirche am Schloss, Ansicht von Norden.
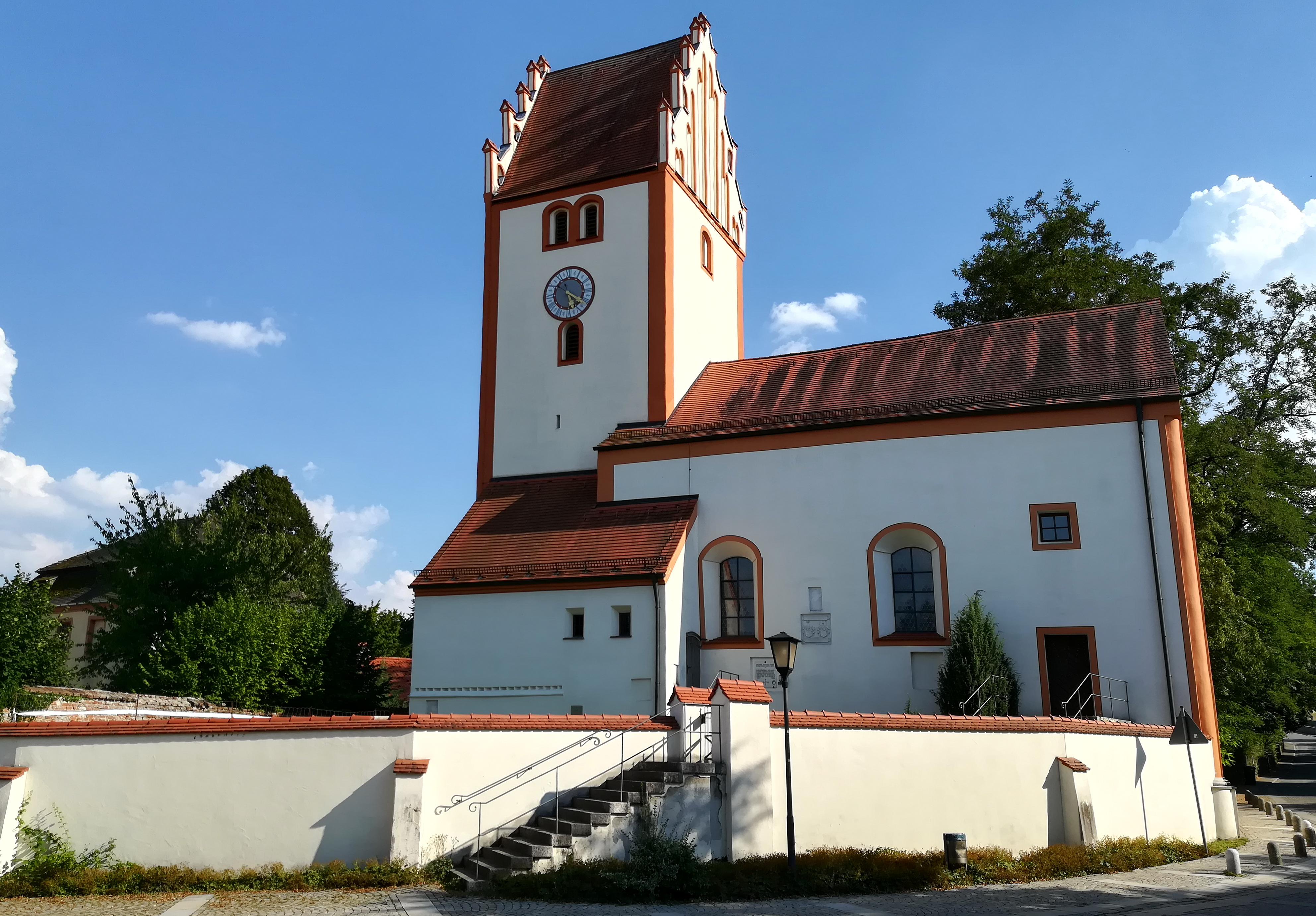
Wehrkirche St. Johannes der Täufer
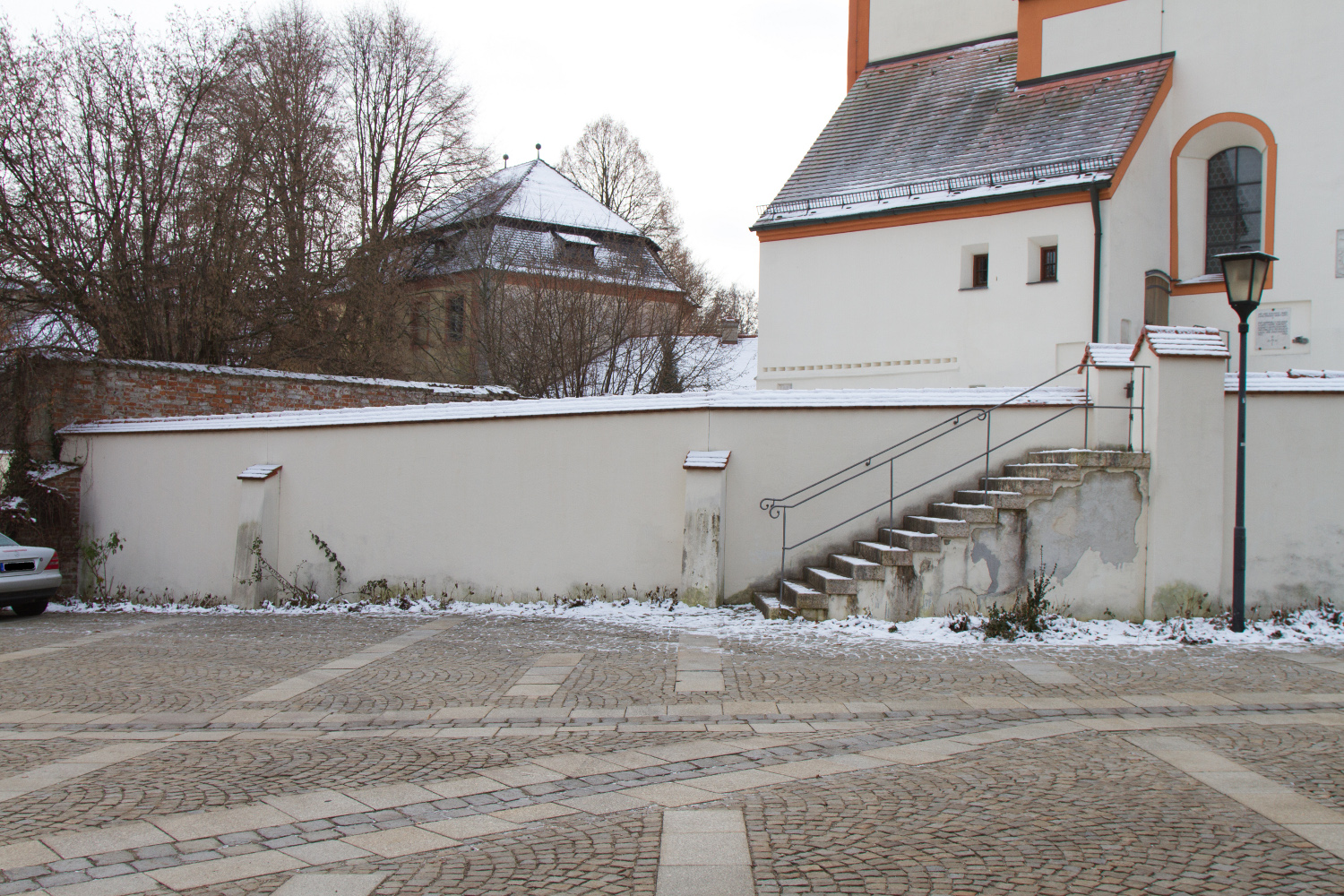
Torhaus, über die Kirchhofmauer gesehen.
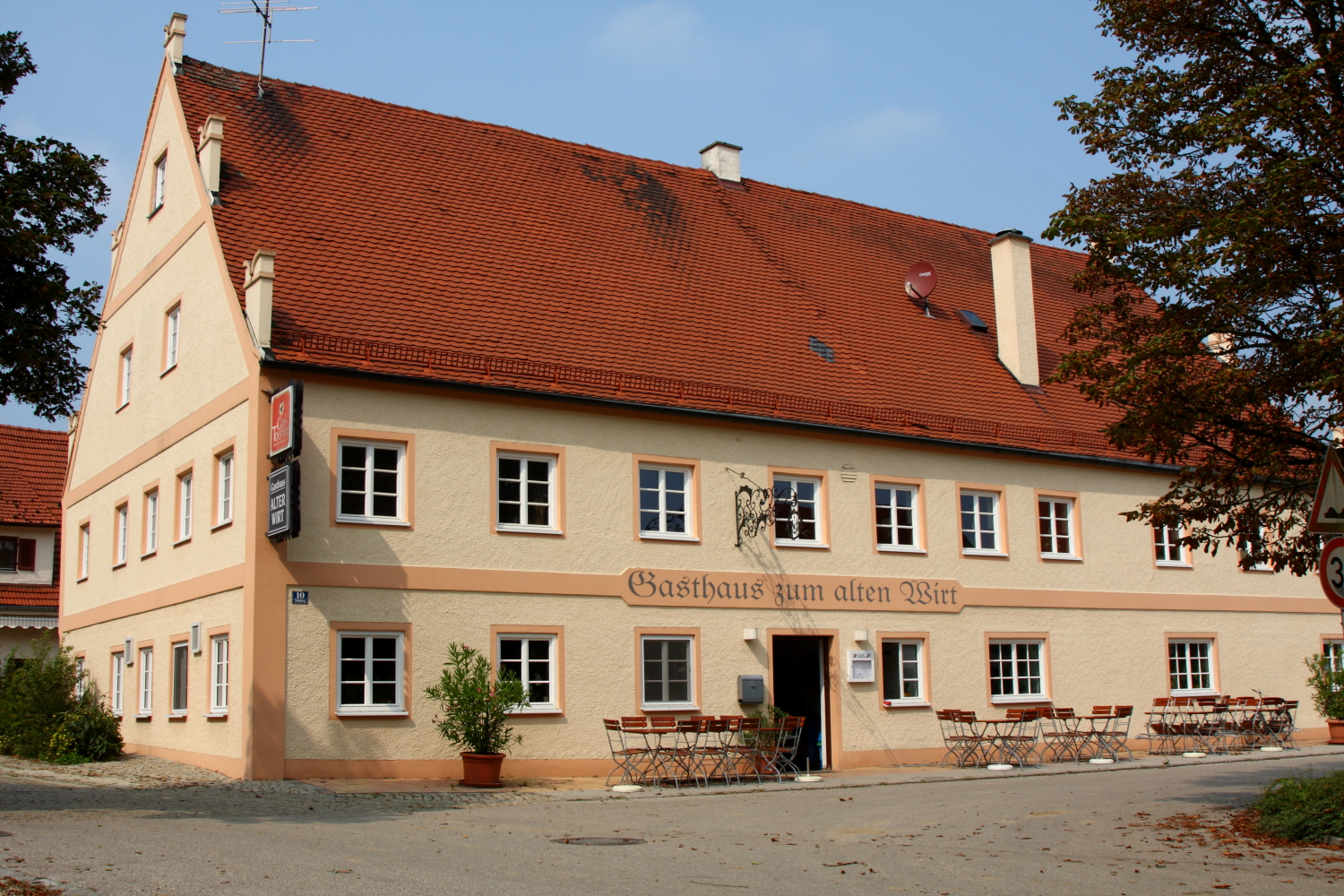
Alte Tafernwirtschaft am Schlossplatz.